# 珀斯县
珀斯县是加拿大安大略省的一个县，位于該省西南部，多伦多以西161公里，西面瀕臨休倫縣，東北與威靈頓縣為鄰，東及滑鐵盧區，南至牛津縣和米德爾塞克斯縣，总面积2218.46平方公里，平均海拔394米。斯特拉特福市和圣玛丽斯镇的地理位置在珀斯縣以內，前者並是珀斯縣的縣治，但兩者皆是獨立於珀斯縣的分割行政區（separated municipality），行政上與珀斯縣互不相干。據2011年人口普查所示，珀斯縣連同斯特拉特福市和聖瑪麗斯鎮有75112名居民，人口密度每平方公里33.9人。
上加拿大政府於18世紀末和19世紀初在境内劃下行政區時並未在此設縣，此帶的實際行政事務從1841年起由休倫區（District of Huron）和威靈頓區（District of Wellington）負責。區級行政區別於1849年取消，其行政功能由縣級行政區別取代，珀斯縣亦於1850年1月成立，但當時實際上與休倫縣和布魯斯縣聯合管理，待縣法院大樓完工後才於1853年1月正式自組縣級政府。

## 轄区
珀斯縣轄下四個鎮鄉如下：
- 北珀斯鎮（Town of North Perth）
- 珀斯東鄉（Township of Perth East）
- 珀斯南鄉（Township of Perth South）
- 西珀斯自治區（Municipality of West Perth）